# Čechy 33 (volební obvod Říšské rady)
Čechy 10 byl volební obvod pro volby do Poslanecké sněmovny Říšské rady. Volili v něm mužští občané měst Německý Brod (dnešní Havlíčkův Brod), Polná, Humpolec, Chotěboř, Přibyslav, Pelhřimov, Pacov, Počátky, Vlašim, Ledeč, Hlinsko a Trhová Kamenice. Volební obvod byl zřízen se zavedením všeobecného volebního práva v Předlitavsku v roce 1907 a zanikl s rozpadem Rakouska-Uherska roku 1918.
V letech 1907-1911 byl poslancem za tento obvod Karel Kramář, pozdější první premiér Československa.

## Charakteristika obvodu
| Rok          | 1907  | 1911   |
| ------------ | ----- | ------ |
| Počet voličů | 9 797 | 10 527 |

Volební obvod vznikl přeskupením obvodů, které v původním volebním systému náležely do kurie měst a průmyslových míst. Přestože již tedy volební právo nebylo omezeno daňovým cenzem, města stále volila odděleně od svého venkovského okolí.
Jednalo se o výlučně český volební obvod. Politicky zde byla nejsilnější pravicová Národní strana svobodomyslná, výrazný podíl hlasů si ale připisovala také sociální demokracie. Kandidáti ostatních stran získávali jen jednotky procent hlasů.

## Poslanci
| Poslanec | Poslanec     | Strana    | Volby |
| -------- | ------------ | --------- | ----- |
|          | Karel Kramář | mladočeši | 1907  |
|          | Eduard Šubrt | mladočeši | 1911  |

## Volby

### Volby 1907
Volby v roce 1907 byly první konané podle všeobecného volebního práva pro všechny muže. Mladočeská a staročeská strana vyslala do voleb předsedu mladočechů Karla Kramáře. Spojené mladé strany státoprávní podpořily radikála a ředitele hospodářské školy Jana Slabého. Za sociální demokracii kandidoval úředník František Smítek. Stranu katolického lidu zastupoval knihař Josef Hovádek.
| Parlamentní volby 1907 |                                |                                |             |             |             |            |            |            |
| Kandidát               | Kandidát                       | Strana                         | První volba | První volba | První volba | Užší volba | Užší volba | Užší volba |
| Kandidát               | Kandidát                       | Strana                         | Hlasy       | %           | ±%          | Hlasy      | %          | ±%         |
|                        | Karel Kramář                   | Mladočeši                      | 3 789       | 45,4        |             | 5 438      | 63,7       |            |
|                        | František Smítek               | Sociální demokraté             | 3 482       | 41,7        |             | 3 097      | 36,3       |            |
|                        | Jan Slabý                      | Radikální pokrokáři            | 763         | 9,1         |             |            |            |            |
|                        | Josef Hovádek                  | Spojení katolíci               | 274         | 3,3         |             |            |            |            |
|                        | roztříštěné hlasy              | roztříštěné hlasy              | 37          | 0,4         |             |            |            |            |
| neplatné hlasy         | neplatné hlasy                 | neplatné hlasy                 | 25          | 0,3         |             | 37         | 0,4        |            |
| Celkem/účast           | Celkem/účast                   | Celkem/účast                   | 8 370       | 85,4        |             | 8 572      | 87,5       |            |
|                        | Mladočeši získali (nový obvod) | Mladočeši získali (nový obvod) | ±           |             |             |            |            |            |

### Volby 1911
Roku 1911 se Kramář přesunul do obvodu Čechy 03. Mladočeši místo něj kandidovali lékaře a starostu Německého Brodu Eduarda Šubrta. Sociální demokracie nominovala pražského pokladníka Antonína Nováka. Za křesťanské sociály kandidoval důchodní z Nuslí Karel Brož, za masarykovce pardubický inženýr Arnošt Rosa a Státoprávní pokroková strana podpořila advokáta Antonína Sobotku.
| Parlamentní volby 1911 |                    |                       |             |             |             |
| Kandidát               | Kandidát           | Strana                | První volba | První volba | První volba |
| Kandidát               | Kandidát           | Strana                | Hlasy       | %           | ±%          |
|                        | Eduard Šubrt       | Mladočeši             | 4 583       | 50,7        | +5,3        |
|                        | Antonín Novák      | Sociální demokraté    | 3 240       | 35,8        | -5,9        |
|                        | Karel Brož         | Křesťanští sociálové  | 657         | 7,3         | +4,0        |
|                        | Arnošt Rosa        | Realisté              | 514         | 5,7         |             |
|                        | Antonín Sobotka    | Státoprávní pokrokáři | 34          | 0,4         | -8,7        |
|                        | roztříštěné hlasy  | roztříštěné hlasy     | 11          | 0,1         |             |
| neplatné hlasy         | neplatné hlasy     | neplatné hlasy        | 31          | 0,3         |             |
| Celkem/účast           | Celkem/účast       | Celkem/účast          | 9 070       | 86,2        | +0,8        |
|                        | Mladočeši obhájili | Mladočeši obhájili    | ±           |             |             |